# Gli ultimi giorni dell'umanità
Gli ultimi giorni dell'umanità è un film del 2022 scritto, diretto e montato da Enrico Ghezzi e Alessandro Gagliardo.
È stato presentato fuori concorso alla 79ª Mostra internazionale d'arte cinematografica di Venezia.

## Trama
Da un nero profondo, emerge un fischio a cui si somma un canto. Una voce introduce gli spettatori in una dimensione perfettamente liquida ed Enrico Ghezzi pronuncia: "È questo acquario di quello che manca, l'acquario di quello che manca". Il primo fotogramma visibile mostra un veliero che lentamente percorre lo schermo, in un panorama morbido di grigi e blu, in mezzo a nebbie tutte da dipanare. Una voce antica ricorda: "Cieche, come sono cieche le creature che calpestano la terra, ballano senza sapere il perché". Sono le certezze poetiche senza tempo di José Val del Omar cui segue nell'immediato l'apparizione di Aura Ghezzi, che recita Kafka ("Se fossi un pellerossa..."). Enrico, lontano nel suono, programmaticamente fissa: "On ne saurait penser a rien, on ne saurait penser a rien". Un suono di tromba si fa spazio e un uomo, Carmelo Bene, percorre un varco azzurro in mezzo a uno schermo nero. Angeli compassati iniziano una danza in bianco e nero, un fotogramma mostra il profilo di Luciano Emmer.
In un appartamento romano, Enrico Ghezzi con la macchina da presa prova a inseguire la figlia per filmarla. "Voglio filmare il film" dice, "e chi se ne frega" gli risponde sicura Aura. La porta si chiude in faccia alla videocamera ed Enrico cerca un accesso che dà luogo ad un'immagine mitica: il volto della giovane ragazza in una forma smussata dai fuorifuoco. Il movimento brusco dei vogatori dei fratelli Lumière precede alcuni operai russi che fanno calare dall'alto il loro martello. Un taglio che rivela la luna e che richiama ancora José Val del Omar il quale dice che con la luna il sangue zampilla e la linfa strepita e, come a dargli ragione, una montagna di cenere dai toni sonori bassi esplode sullo schermo. Enfasi interrotta dai colpi di pistola su mucchi di animali in fuga, tornado, paura nei cortei di Genova, un'incessante ritmica. 
Un animale di piccola taglia guarda in camera e torna il fragore di un vulcano. Il vento si alza persino sul lontano West: saltano porte, staccionate e piedi con scarpe nere nel mezzo delle praterie cercano ripari lungo le mura di locande abbandonate. È il fragore dell'Etna cui presto si aggiungono le sue gettate di lava. "Spara!", grida un cowboy morente. Due donne appaiono sugli zampilli, sembrano litigare e nessuno saprà mai che stavano, invece, soltanto scherzando. Lo sguardo di Aura Ghezzi riporta, tra rossori magmatici, un'attenzione centrale. Farà seguito una profezia inascoltabile di un uomo terrorizzato dal destino che la sua allucinazione gli profila. "Miseria! Miseria! Miseria!", cade una delle teste di Carmelo Bene, fattasi masso magmatico sul pendio.
Si desta l'uomo dagli occhi a raggi X. "Klaatu barada nikto", dicono dalla fantascienza anni cinquanta del bianco nero americano. Ray Milland precipita in una scarpata e il suo volto è segnato da un filo di sangue. Vagabonda verso una chiesa di campagna dove predicatori e predicati inseguono una reificazione impossibile, ma non vuole essere salvato. E nell'inarrivabile visione di un altrove pronuncia la sua sentenza sul e dal cosmo. Un grande occhio che vede tutto inquieta la sua vista sempre più sfumata. "Se i tuoi occhi ti offendono, strappali!", dice il predicatore. "Strapparli?", si domanda Ray. E in un gesto repentino svuota i suoi bulbi oculari diventando cieco. Lo spazio si apre tutto in un uno che non darà apparentemente seguito a nessun due.

## Produzione
Il film è stato prodotto dalla Matango, in co-produzione con Rai Cinema e Luce – Cinecittà, in associazione con Minerva Pictures Group e con Cinedora, Parallelo 41 Produzioni. L'opera è stata realizzata con il contributo di Regione Campania – Fondazione Film Commission, Film Commission Torino Piemonte, Regione Lazio Fondo regionale per il Cinema e l'audiovisivo. Inoltre ha ricevuto il sostegno del Museo d'arte moderna e contemporanea di Trento e Rovereto.

## Colonna sonora
La musica originale, con il brano Arum, è stata composta da Iosonouncane. Dello stesso autore è presente il brano Novembre.
Le improvvisazioni musicali, a cura di Rosalia Cecere, eseguite da Caterina Bianco (violino), Federico Decandia (batteria), Michele De Finis (chitarra elettrica), Gianvito D'Orio (batteria), Renato Grieco (contrabbasso), Antonio Raia (sax), Matteo Attilio Sardo (violoncello) sono state registrate presso Casa Morra - Archivio d'Arte Contemporanea. Il film si apre con il fischio di Maria Vittoria Rossi cui segue il canto di Maria Héléne Bertino che è possibile ascoltare in diverse parti del film anche questi registrati presso Casa Morra - Archivio d'Arte Contemporanea come Blablau Pandemusic e La canzone più triste del mondo improvvisate da Maria Hélène Bertino (voce), Rosalia Cecere (elettronica), Alessandro Gagliardo (tromba).
Nella colonna sonora è presente inoltre il brano Music for a Dancing Mind, tratto dall'album On the Go del trombettista Matthew Halsall, il brano Film dell'artista Oskar Schönning, tratto dall'album omonimo e i beat Crow di MTC Beatz e Mustang di Retnik Beats. La colonna sonora riporta inoltre la registrazione di un canto di Franco Battiato a partire da un testo di Enrico Ghezzi, adattato nel film attraverso una ricostruzione sonora del sound designer Marco Saitta che insieme a Giuseppe D'amato e Alessandro Gagliardo, firmano il sound design del film.
La trasmissione Battiti di Radio 3 ha dedicato un approfondimento al suono del film.

## Promozione
La Cineteca di Bologna ha pubblicato il trailer ufficiale il 19 aprile 2023.

## Distribuzione
Il film è stato distribuito nelle sale dalla Cineteca di Bologna a partire dall'8 maggio 2023.
Dal 2 al 31 maggio 2023, in occasione dell'uscita in sala, il Museo nazionale del cinema di Torino ha dedicato un mese di programmazione al film con una rassegna dal titolo "Intorno a... Gli ultimi giorni dell'umanità". Una rassegna simile è stata organizzata anche dalla Cineteca di Bologna. Il 12 Maggio la trasmissione Fuori orario. Cose (mai) viste trasmetterà, per l'occasione, Let's Fog! Ricerche, sperimentazioni e relazioni intorno a Gli ultimi giorni dell'umanità. Al settembre 2023, il film è stato proiettato in 41 città, per 104 spettacoli e 97 giorni complessivi di programmazione.
La prima internazionale ha avuto luogo al Festival internazionale del cinema di Karlovy Vary nella sezione Imagina a giugno 2023. Con il titolo "Film Misterioso", la prima francese ha avuto luogo al Cinema Gran Lux di Saint-Etienne. La prima inglese ha avuto luogo il 15 ottobre 2023 presso il Close-up Film Centre di Londra, all'interno della rassegna Never on Sunday curata da Ehsan Khoshbakht che ha introdotto il film. La prima portoghese ha avuto luogo il 27 ottobre 2023 nella sezione New Visions del Festival international de cinema Doclisboa di Lisbona. La prima americana si è svolta il 3 Novembre 2023, nella città di Ushuaia, Argentina, in occasione del congresso internazionale Fronteras. Imágenes más allá del fin del mundo. Una seconda proiezione argentina ha avuto luogo il 12 dicembre 2023 presso la Universidad del Cine di Buenos Aires. La prima asiatica ha avuto luogo in India, a Goa, il 23 novembre 2023, nella sezione Docu-montage curata da Prateel Rawat, del 54° International Film Festival of India. La prima cilena ha avuto luogo il 4 dicembre 2023, presso il cinema Insomnia di Valparaiso per invito della Escuela de cine de la Universidad de Valparaiso. La prima brasiliana ha avuto luogo il 21 dicembre 2023, presso la cineteca del museo di arte moderna di Rio de Janeiro. La prima spagnola si è svolta a Maggio 2024, all'interno del Festival Internacional de Cine de Tui, Play-Doc, dove si è aggiudicato il premio come miglior film internazionale. A Glasgow viene proiettato per la prima volta in Scozia il 9 Gennaio 2025 nel programma di Inclinations Film Lab presso il CCA Centre for Contemporary Arts.
L'11 febbraio 2024 è stato trasmesso per la prima volta in televisione da Rai 3, all'interno del programma Fuori orario. Cose (mai) viste. Dallo stesso giorno è presente sulla piattaforma RaiPlay. Da Marzo 2024 viene inserito all'interno della rassegna "L'italia che non si vede". Da Giugno 2024 è disponibile sulle piattaforme Raro Video e Amazon prime.

## Accoglienza
Il film è stato accolto in maniera generalmente positiva dalla critica. È stato definito "un film che una parte della cinefilia italiana attendeva da anni", "(in)atteso", "una biografia, quella di Ghezzi nello specifico, che diventa anche storia della fenomenologia dello sguardo di ognuno di noi, di come si è costituito e formato nel tempo e nello spazio", "dà ai film privati l’aura (è il caso di dire) che solo in Godard e Straub-Huillet raggiungono le immagini intime", "cade la distinzione tra documentari, immagini di repertorio, film di finzione, filmini di famiglia", "una fenomenologia fantastica dello sguardo nel Novecento", "memoria organica", "un'opera che sembra essere realizzata con materiali e metodi del domani", "un film di fantasmi", "flusso straordinario di immagini e suoni, concepito in totale libertà e con un'idea molto forte di montaggio", , "salta ogni tassonomia" "senza tempo né spazio", "un’opera audace, estrema e sperimentale", "poesia della teoria", "incredibilmente godardiano", "ricentra la perdita di presenza, riterritorializza il caos, accelera linee di fuga", "una fuga dall'apocalisse attraverso le immagini, il cinema, la vita", "attrazione gravitazionale super-autorale" "un montaggio mitologico", "tutto si mescola e appare come mai visto", "un poema visivo, un'odissea "anarchica e anarchivica", "una vera e propria folgorazione, un inno alla vita", "allegria di un naufragio", "un assoluto capolavoro, uno dei film più urgenti e contemporanei sullo statuto dell’immagine e sulla sua eternità", "L'unico modo per fruire questo film è lasciarsi sopraffare dalla potenza di questi frames", "Siamo in balia di un film calamità", "sublime incertezza di non sapere quel che si è visto o sentito",  "viaggio fantastico", "mosaico incantato di erudizione cinefila e di commento politico abrasivo", "tra intimità del vissuto e universalità dell'immagine, si sbriciolano le distinzioni artistiche ed estetiche dei modi e i sensi di riproduzione filmica", "magnifico disorientamento", "mastodontica riflessione", "lezioni di teoria dell'immagine", "film kolossal", "atlante frantumato di vita e cinema, una «cosa» che non somiglia a nessun’altra", "un'opera mondo...un atto coraggioso di elevare la "settima arte" a qualcosa di piů, di altro, di oltre", "un'opera che guarda", "videocosa di incredibile densità, di libera intelligenza, di un'umanità commovente", "massima espressione della potenza teorica e cinematica della settima arte", "la differenza tra arte e vita è dissolta", "non smette mai di cercare nuove significazioni all'esistente", "Un’ombra incontenibile e dolce nella sua materialità magmatica, l’infinito epilogo di un prologo che sta lì come un atto di fede nell’eternità della caduta. Tutto l'amore che c'è." "Un mistico che si mostra nello splendore del visivo e nell'impossibilità, per lo sguardo umano, di contenerlo e attribuirgli un senso", "un’opera che continuerà a vivere", "laboratorio di nuovo cinema", "Immagine estrema al suo stato nascente", "abbatte i limiti imposti", "fa scomparire il mondo intero alla chiusura delle palpebre", "monumentale opera", "siamo noi gli spettatori? No, è l'umanità".

## Pubblicazioni
- On ne saurait penser a rien è un libretto realizzato nelle prime fasi di produzione del film, presentato alla Giornata degli Autori nell'agosto del 2019[78][79][80]. Il libretto contiene testi di Enrico Ghezzi e Alessandro Gagliardo ed è stato impaginato da Gregorio Turolla. Stampato inizialmente in 250 copie, è stato poi ristampato con ulteriori 250 copie.
- Il film è citato nel libro La voce del reale. Il rapporto voce-immagine nel cinema documentario di Alma Mileto.[81]
- Totalità e opera in 'Gli ultimi giorni dell'umanità' di Enrico Ghezzi e Alessandro Gagliardo è una tesi di laurea scritta da Luigi Timpano.[82][83]

## Riconoscimenti
- 2022 - Mostra internazionale d'arte cinematografica di Venezia
  - Premio Fedic[84]
- 2022 - I 1000(o)occhi, Festival internazionale del cinema e delle arti
  - Premio Speciale Announo[85]
- 2023
  - Candidatura al miglior film per l'Unarchive Found Footage Fest[86]
  - Menzione Speciale all'Unarchive Found Footage Fest[87]
  - Premio Ligeia Esordi d'Autore, Lamezia International film fest
- 2024
  - Candidatura come miglior film al Play-Doc Festival[23]
  - Premio Miglior Film Internazionale, Festival Internacional de Cine de Tui, Play-Doc[21][22][23]